# Kara Mbodj
Serigne Modou Kara Mbodj (Diasse, 11 november 1989), of kortweg Kara, is een Senegalese voetballer die uitkomt voor Al-Sailiya in Qatar. Daarvoor was hij actief bij Tromsø IL,KRC Genk en RSC Anderlecht. Kara kan worden uitgespeeld als verdedigende middenvelder of als centrale verdediger.

## Carrière

### Tromsø IL
Kara tekende in januari 2010 een contract bij Tromsø IL. Hij kwam over van de Diambars voetbalschool. Kara kende een goede start bij Tromsø, en vormde centraal op het middenveld een duo met Ruben Yttergård Jenssen. Zijn prestaties leidden tot interesse van Arsenal, maar toen de scouts arriveerden, raakte hij geblesseerd. Kara wordt gekenmerkt door zijn harde tackles, gekke kapsels en grote inzet. Dit maakte hem al snel een publiekslieveling bij de fans van de Noorse voetbalclub. In het verleden werd hij naast Arsenal ook aan Liverpool FC en Club Brugge gelinkt.

### KRC Genk
In oktober 2012 raakte bekend dat hij vanaf januari 2013 zou uitkomen voor KRC Genk. Op 2 november raakte de club het met de speler zelf eens. Met de overgang zou zo'n 1,6 miljoen euro gemoeid zijn. In zijn debuut in de halve finale van de Beker van België pakte hij in de eerste helft een rode kaart. Zijn debuut in de competitie maakte hij tegen Standard Luik. Zijn eerste goal voor Genk was in de eerste wedstrijd van de Play-off 1 tegen RSC Anderlecht, hij scoorde de 1-1, Genk zou deze wedstrijd uiteindelijk ook winnen door een goal van Jelle Vossen. In 2013 won hij met Genk de beker. Kara kwam in de finale niet van de bank.

## Clubstatistieken
| Seizoen | Club           | Land               | Competitie         | Competitie | Competitie | Beker | Beker | Internationaal | Internationaal | Totaal | Totaal |
| Seizoen | Club           | Land               | Competitie         | Wed.       | Dlp.       | Wed.  | Dlp.  | Wed.           | Dlp.           | Wed.   | Dlp.   |
| ------- | -------------- | ------------------ | ------------------ | ---------- | ---------- | ----- | ----- | -------------- | -------------- | ------ | ------ |
| 2010    | Tromsø IL      | Vlag van Noorwegen | Eliteserien        | 22         | 0          | 2     | 0     | —              | —              | 24     | 0      |
| 2011    | Tromsø IL      | Vlag van Noorwegen | Eliteserien        | 26         | 5          | 1     | 0     | 4              | 0              | 31     | 5      |
| 2012    | Tromsø IL      | Vlag van Noorwegen | Eliteserien        | 22         | 3          | 5     | 0     | 4              | 0              | 31     | 3      |
| 2012/13 | KRC Genk       | Vlag van België    | Jupiler Pro League | 10         | 2          | 2     | 0     | 3              | 1              | 15     | 3      |
| 2013/14 | KRC Genk       | Vlag van België    | Jupiler Pro League | 33         | 0          | 3     | 0     | 10             | 2              | 46     | 2      |
| 2014/15 | KRC Genk       | Vlag van België    | Jupiler Pro League | 30         | 2          | 1     | 0     | —              | —              | 31     | 2      |
| 2015/16 | KRC Genk       | Vlag van België    | Jupiler Pro League | 2          | 0          | 0     | 0     | 0              | 0              | 2      | 0      |
| 2015/16 | RSC Anderlecht | Vlag van België    | Jupiler Pro League | 32         | 2          | 0     | 0     | 9              | 1              | 41     | 3      |
| 2016/17 | RSC Anderlecht | Vlag van België    | Jupiler Pro League | 29         | 4          | 0     | 0     | 7              | 0              | 36     | 4      |
| 2017/18 | RSC Anderlecht | Vlag van België    | Jupiler Pro League | 13         | 0          | 1     | 0     | 5              | 0              | 19     | 0      |
| 2018/19 | → FC Nantes    | Vlag van Frankrijk | Ligue 1            | 6          | 0          | 2     | 0     | —              | —              | 8      | 0      |
| 2018/19 | RSC Anderlecht | Vlag van België    | Jupiler Pro League | 17         | 0          | 0     | 0     | 0              | 0              | 17     | 0      |
| 2019/20 | Al-Sailiya     | Vlag van Qatar     | Qatari League      | 22         | 0          | 0     | 0     | 1              | 0              | 23     | 0      |
| 2020/21 | Al-Sailiya     | Vlag van Qatar     | Qatari League      | 5          | 1          | 0     | 0     | 0              | 0              | 5      | 1      |
| Totaal  | Totaal         | Totaal             | Totaal             | 269        | 19         | 17    | 0     | 43             | 4              | 329    | 23     |

## Interlandcarrière
Mbodj nam deel aan het WK voetbal 2018 in Rusland, maar kwam daar niet in actie. Senegal was ingedeeld in groep H, samen met Polen, Colombia en Japan. Na een 2–1 zege op Polen, dankzij de winnende treffer van M'Baye Niang, speelde de West-Afrikaanse ploeg met 2–2 gelijk tegen Japan, waarna in de slotwedstrijd op 28 juni met 1–0 verloren werd van groepswinnaar Colombia. De selectie van bondscoach Aliou Cissé eindigde in punten en doelpunten exact gelijk met nummer twee Japan, maar moest desondanks toch naar huis: Senegal werd het eerste land dat op basis van de Fair Play-regels werd uitgeschakeld, omdat de ploeg iets meer gele kaarten kreeg dan Japan. Mede daardoor beleefde het Afrikaanse continent de slechtste WK sinds 1982.

## Erelijst
| Competitie         |          |          |          |          |
| Competitie         | Aantal   | Jaren    |          |          |
| KRC Genk           | KRC Genk | KRC Genk | KRC Genk | KRC Genk |
| ------------------ | -------- | -------- | -------- | -------- |
| Beker van België   | 1x       | 2012/13  |          |          |
| RSC Anderlecht     |          |          |          |          |
| Belgisch kampioen  | 1x       | 2016/17  |          |          |
| Belgische Supercup | 1x       | 2017     |          |          |